# 信号理论

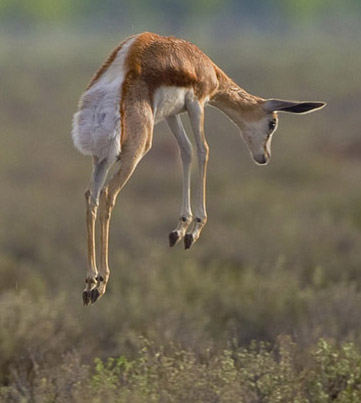
一隻跳羚透過四脚弹跳的信號真實地表現出自己年輕、健康與不值得猎豹之類的掠食者捕獵。

演化生物学的信號理論是一門研究同物種間與跨物種之交流方式的理論學問。此理論的中心問題是：如果生物間有性擇等利益衝突時，他們會如預期地產生誠實的信號（不假設其刻意產生）還是欺騙。数学模型描述了信號如何為进化稳定对策做出貢獻。
雌性在擇偶時會發出信號，使雄性用於宣傳自己的信號感受到選擇壓力。信號會因接收者調整行為，持續進化以利於發信者。信號可能真實，並有助於適應接收者。但也能發出假信號來欺騙，這可以短暫利於發信者，但也伴隨著破壞整個信號系統的風險。
信號是作用於個體與基因層面還是群體層面的問題，生物學家理查德·道金斯認為個體會更好地演進和接收信號，甚至抵抗信號。Amotz Zahavi認為，欺騙行為可以透過障礙原則來控制，如障礙賽中最好的馬匹需承受最大的障礙重量。根據Zahavi的理論，像雄孔雀這種發信者有「尾巴」這種真正的障礙，生產成本很高。此生物系統穩定，因為大型華麗的尾巴是誠實的信號。生物學家試圖驗證障礙原則，但結果不一致。數學生物學家羅納德·愛爾默·費雪分析了每個基因對誠實信號貢獻兩份訊息（染色體倍性），表明在性擇中可能發生失控效應。演化敏感地依賴於成本和收益的平衡。
此現象也發生於人類，研究人員研究包括年輕人冒險，獵取大型野生動物和昂貴的宗教儀式等行為，似乎有資格成為昂貴的誠實信號。

## 性擇
當動物選擇配偶時，信號等性狀會受到進化壓力影響。例如，雄灰樹蛙發出聲響吸引雌性。當雌性因某種特定得叫聲而選擇雄性，就會將此信號的特定特徵繁衍下去。信號可以是其叫聲本身、叫聲的強度、叫聲的變化形式、叫聲的重複率等。各種假說試圖解釋為什麼雌性會選擇此一特定叫聲。感官開發假說認為，雌性接收者中已存在的偏好可以驅動雄性發送者的信號演變，與隱含偏好假說類似。隱性偏好假說認為成功吸引的叫聲能夠更好地契合某些雌性的隱性偏好。發信者有時會演變出多重性徵，而接收者也演變出多樣性徵偏好。

## 高成本信号与费舍尔二倍体动态
通过建立有许多简化条件的信号博弈的策略模型，人们得以探究成本如何控制可观察的信号与不可观察的信号发送者的特性之间的「诚实」关系。这些模型经常应用于二倍体动物的性选择信号发送中，但它们很少包含一个由数学生物学家罗纳德·艾尔默·费希尔于二十世纪初发现的关于二倍体动物有性繁殖的事实：如果存在与雌性的挑剔程度相关联的「偏好基因」，以及与雄性的显示特征相关联的「信号基因」，更挑剔的雌性会倾向于跟特征更明显的雄性交配。数代更迭下来，特征更明显的雄性后代会携带与更挑剔的雌性后代相关联的基因，更挑剔的雌性后代也会携带跟特征更明显的雄性后代相关联的基因。这就会引发一个被称为「费舍尔氏失控理论」的进化动态，其中雄性的特征会更加明显。罗素兰德以一个数量遗传学模型来探究了这个问题，发现费舍尔二倍体动态对于发出信号和寻找信号的成本敏感。其他模型既包含了高成本信号又包含了费舍尔失控理论。这些模型显示如果适应度取决于存活和繁殖，（在常规模型中）拥有更吸引异性的雄性后代和更挑剔的雌性后代可以是适应性的，将适应度作出与拥有健康后代相应的提升。

## 外部連結
- Animal behavior online: Deceit （页面存档备份，存于）